# زردية تثبيت

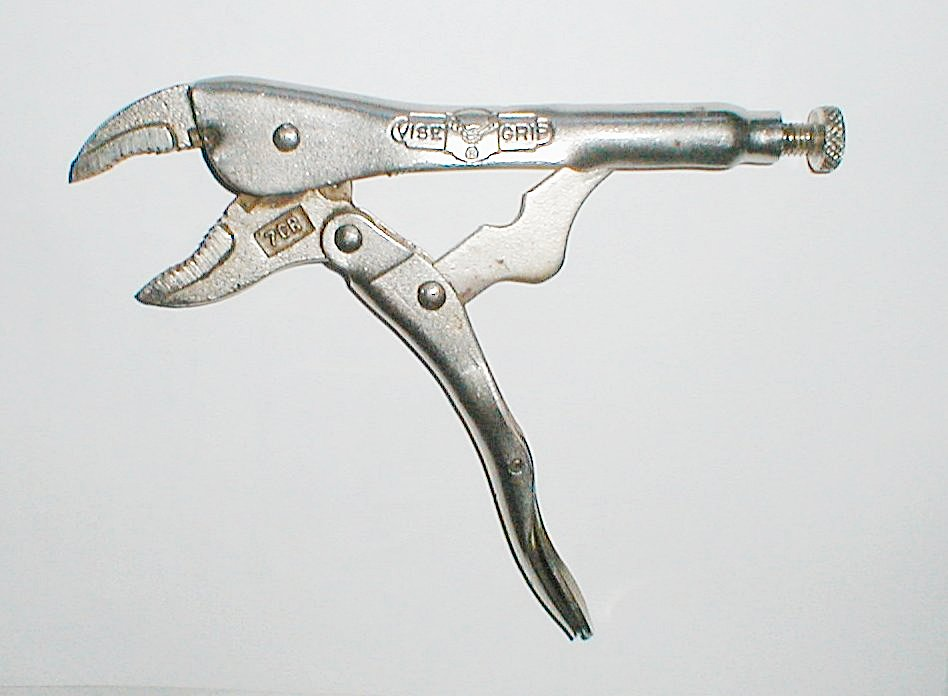
زردية تثبيت

زردية تثبيت هي زردية يمكن تثبيتها في موقع معيّن وذلك باستخدام نقطة تحوّل. جانب واحد من المقبض يشمل مسمار يستخدم لضبط مسافة الفكين، الجانب الآخر من المقبض (خصوصاً في النماذج الأكبر حجماً) غالباً ما يتضمن ذراع لدفع جانبي المقابض بعيداً لفتح الزردية.
زردية التثبيت متوفرة بالعديد من تكوينات المختلفة، مثل زردية التثبيت حادة المنقار للإبر، وشّدّات تثبيت، ومشابك تثبيت، وأشكال مختلفة لتثبيت الأجزاء المعدنية للحام. كما أنها تأتي بالعديد من الأحجام المختلفة.